# Les Enfers
Les Enfers är en ort och kommun i distriktet Franches-Montagnes i kantonen Jura, Schweiz. Kommunen har 149 invånare (2023).